# Stortjärnen (Älvsby socken, Norrbotten, 729714-173449)
Stortjärnen är en sjö i Älvsbyns kommun i Norrbotten och ingår i Piteälvens huvudavrinningsområde. Sjön har en area på 0,0631 kvadratkilometer och ligger 80 meter över havet.

## Delavrinningsområde
Stortjärnen ingår i det delavrinningsområde (729747-173468) som SMHI kallar för Mynnar i Korsträskbäcken. Medelhöjden är 103 meter över havet och ytan är 4,7 kvadratkilometer. Det finns inga avrinningsområden uppströms utan avrinningsområdet är högsta punkten. Vattendraget som avvattnar avrinningsområdet har biflödesordning 3, vilket innebär att vattnet flödar genom totalt 3 vattendrag innan det når havet efter 52 kilometer. Avrinningsområdet består mestadels av skog (88 procent). Avrinningsområdet har 0,06 kvadratkilometer vattenytor vilket ger det en sjöprocent på 1,3 procent.